# Niemegk (arrondissement de Bitterfeld)
 (mars 2016).
Si vous disposez d'ouvrages ou d'articles de référence ou si vous connaissez des sites web de qualité traitant du thème abordé ici, merci de compléter l'article en donnant les références utiles à sa vérifiabilité et en les liant à la section « Notes et références ».
Niemegk est un village disparu dans le Land de Saxe-Anhalt, dans ce qui était alors l'arrondissement de Bitterfeld.
Le village de Niemegk, qui comptait alors quelque 2 000 habitants, fut dissous en 1975, et disparut en 1979/1980 dans le cadre de l'élargissement de la mine à ciel ouvert de Goitzsche (de). 

## Personnalités liées à la commune
- Werner Rauh (1913-2000), botaniste allemand.